# NGC 7242
NGC 7242 ist eine elliptische Galaxie vom Hubble-Typ E3 im Sternbild Eidechse  am Nordsternhimmel. Sie ist schätzungsweise 268 Millionen Lichtjahre von der Milchstraße entfernt und hat einen Durchmesser von etwa 175.000 Lichtjahren.
Im selben Himmelsareal befinden sich u. a. die Galaxien NGC 7240, IC 1441, IC 5193, IC 5195.
Die Typ-Ia-Supernova SN 2001ib wurde hier beobachtet.
Das Objekt wurde im August 1865 von Auguste Voigt entdeckt.